# Eumiota longepetiolata
Eumiota longepetiolata är en stekelart som först beskrevs av Thomson 1858.  Eumiota longepetiolata ingår i släktet Eumiota, och familjen hyllhornsteklar. Arten är reproducerande i Sverige.